# Металочерепиця

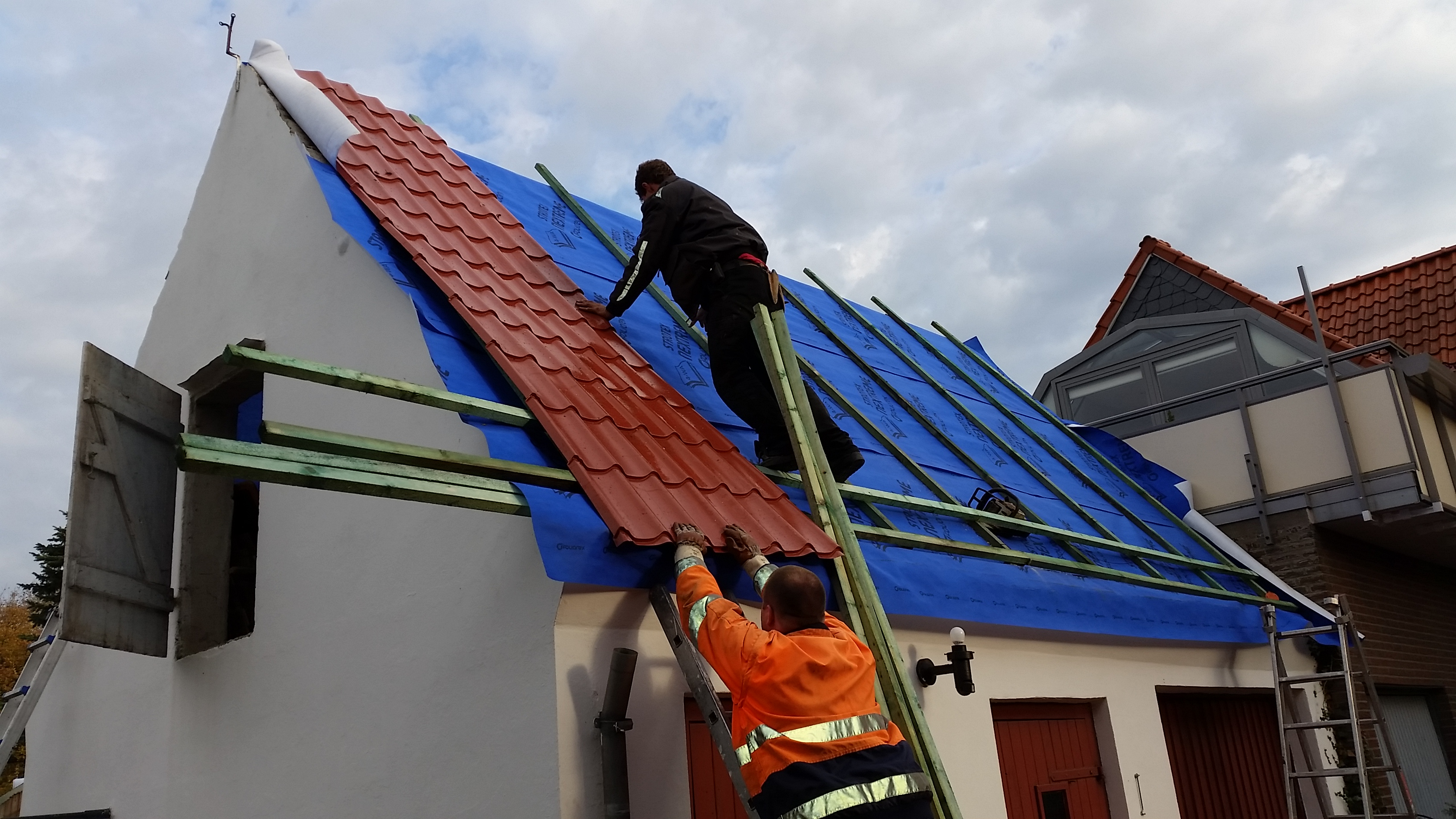
Укладення металочерепиці на дах будівлі.

Металочерепи́ця, бляходахівка — покрівельний матеріал з бляхи, вкритої полімерним матеріалом, профільованої форми у вигляді черепиці/дахівки. Аркуші металочерепиці виготовляють з оцинкованої чи алюмінієвої бляхи, котра менше зазнає впливу атмосферних опадів. Бляху з обох боків покривають декількома шарами захисного кольорового пластику, технічні характеристики якого можуть бути різними (у залежності від марки черепиці). Зазвичай пластик є стійким до впливу ультрафіолетових променів, тому покрівля з цього матеріалу не вигорає на сонці.
Як правило, виробники мають у своєму асортименті кілька найменувань металочерепиці, що відрізняються геометрією профілю (формою і висотою хвилі, шириною листа). При цьому кожне з найменувань металочерепиці має різне пластикове покриття.

## Комплектація
У комплект для покрівлі входять як безпосередньо металочерепиця, так і аксесуари (комплектування) — гребінчасті, торцеві, карнизні планки, гвинти-саморізи тощо, необхідні для покриття даху. Асортимент комплектувальних має бути настільки повним, щоб можна було змонтувати покрівлю будь-якої геометрії і конструкції.

## Виробництво
Для виробництва металочерепиці використовується оцинкована та алюмінієвоцинкова бляха, котру покривають полімерами і яка надходить на лінію з профілювання у вигляді пласких листів. Товщина бляхи має бути не меншою за 0,45 мм, та клас цинкування не менше 140 грам на квадратний метр Таку металочерепицю легко монтувати, оскільки профіль «не згинається», тобто ризик виникнення небажаних деформацій незначний. Опісля наноситься шар полімеру, що є завершальним етапом процесу виробництва плаского листа.
На теперішній час в Україні набула найбільшого поширення металочерепиця зі сталі завтовшки 0,45…0,5 мм, яка виробляється в один етап — профілювання.[джерело не вказане 4319 днів]
Полімерні покриття металочерепиці характеризуються різною стійкістю до ультрафіолетового випромінювання (кольоровитривалість), корозійною стійкістю і стійкістю до механічних пошкоджень, окрім того, вони мають різну товщину, мінімальну і максимальну температуру використання, радіус вигину.

## Особливості використання
| Матеріал                      | Навантаження на дах, кг/м² |
| ----------------------------- | -------------------------- |
| Металочерепиця                | 5                          |
| Натуральна черепиця           | 40                         |
| Бітумна черепиця              | 15                         |
| Рулонні покрівельні матеріали | 5—12                       |

Металочерепиця належить до розряду легких покрівельних матеріалів. Для порівняння: металочерепиця важить 5 кг/м², натуральна черепиця — 40 кг/м², бітумна черепиця — 15 кг/м², рулонні покрівельні матеріали — 5—12 кг/м².
Металочерепицю не застосовують як покрівельне покриття пласких дахів. Оптимальний кут нахилу схилу 1:4 і більше, однак застосовувати її можна, починаючи з ухилу 1:10. При монтажі металочерепиці листи вкладають з поперечним накладанням (перекриттям одного шару листів другим), що становить 7—8 см.

## Технічні характеристики
Металева черепиця зберігає свої властивості при температурі від −50 °C до +120°C.
Довжина листів — від 80 см до 8 м, ширина — приблизно 1,1-1,2 м, товщина — 0,4-0,55мм.